# 15316 Okagakimachi
15316 Okagakimachi eller 1993 HH1 är en asteroid i huvudbältet som upptäcktes den 20 april 1993 av de båda japanska astronomerna Kazuro Watanabe och Kin Endate vid Kitami-observatoriet. Den är uppkallad efter Okagakimachi i japan.
Asteroiden har en diameter på ungefär 3 kilometer.